# Kathleen Mavourneen (film fra 1919)
Kathleen Mavourneen er en amerikansk stumfilm fra 1919 af Charles J. Brabin.

## Medvirkende
- Theda Bara som Kathleen Mavourneen
- Edward O'Connor
- Jennie Dickerson
- Raymond McKee som Terence O'Moore
- Marc McDermott